# Moorestown
Moorestown为英特尔旗下的UMPC／MID系列产品。處理器代號為Lincroft，採用45nm製程製造，建基於Intel Atom核心，支援超執行緒，但功耗和晶片尺寸都大幅降低，英特尔認為Moorestown的性能比同類產品優性，所以更適合作多媒体檔案播放，或視訊会议。比上一代的功耗低，但性能增加一倍。其屬於Atom Z系列，針對平板電腦和智慧型手機而開發。

## 系統支援
支援Android和MeeGo。不支援Windows，因Moorestown缺乏 ACPI系統介面, 另外Moorestown以Simple Firmware Interface(SFI)方式登入，迥異於舊式Windows的DOS/BIOS/ACPI 的 bootstrap.雖然Moorestown仍採用x86指令，但不支援PCI总线。若要令Moorestown支援Windows，平台控制器需換為Whitney Point晶片組。平台會易名為Oak Trail，支援SATA、HD Audio和HDMI。

## 外部連結
- （英文）Intel Announces "Moorestown" UMPC Platform